# Czerteż (Beskid Niski)
Czerteż (też: Mszana; 648 m n.p.m., czasem również 647 lub 649 m n.p.m.) – szczyt w środkowej części Beskidu Niskiego.

## Położenie
Wznosi się w pasemku zaliczanym do Beskidu Dukielskiego, ograniczającym od zachodu dolinę Jasiołki między Tylawą a Nową Wsią, natomiast od północnego wschodu – dolinę Mszanki. Sam szczyt Czerteża leży w grzbiecie pomiędzy szczytem Kamiennej Góry (673 m n.p.m.) na północy a wzniesieniem Dziurcza (586 m n.p.m.) na południowym wschodzie i dominuje nad górną częścią wsi Mszana.

## Ukształtowanie
Szczyt Czerteża wyznacza niezbyt wyniosła, wydłużona kulminacja wspomnianego wyżej grzbietu, na której jeszcze w pierwszych latach XXI w. widoczne były resztki drewnianej wieży triangulacyjnej. Zbocza słabo rozczłonkowane nielicznymi ciekami wodnymi – drobnymi dopływami Jasiołki i Mszanki. Stoki strome, a wschodnie – nawet bardzo strome, miejscami urwiste z niewielkimi wychodniami skalnymi.

## Roślinność
Cały masyw Czerteża porośnięty jest mieszanymi lasami, ostatnio przetrzebionymi licznymi wyrębami, na których wyrosły już gęste młodniki. Jedynie od południa do wysokości 550–580 m n.p.m. podchodzą zarastające łąki i pastwiska, wykorzystywane dawniej przez PGR w Mszanie.

## Nazwa
Czerteż (Чертежъ) to słowo pochodzenia wołosko-ruskiego, związane z archaiczną gospodarką w Karpatach, polegającą na wyrębie, a następnie wykarczowaniu (wypaleniu) terenów zalesionych pod przyszłe osadnictwo lub pastwiska. Oznacza teren, uzyskany w tym procesie, Nazwa została przeniesiona na szczyt od takich wyrębów (obecnie polan?) utworzonych na jego stokach.

## Turystyka
Grzbietem przez szczyt Czerteża wiodą zielone znaki  szlaku turystycznego z Tylawy do pustelni św. Jana z Dukli w Trzcianie.